# 飛田光里
飛田 光里（とびた ひかり、1999年9月19日 - ）は、日本の元俳優、元子役。
2006年度にNEWSエンターテインメントへ所属した理由は、以前から友人であった加藤翼が所属していたからと語っている。

## 出演

### テレビドラマ
- 雪之丞変化（2008年1月3日、NHK総合） - 雪太郎 役
- 相棒Season7 第3話（2008年、テレビ朝日） - 松岡京介（幼少） 役
- ゴンゾウ 伝説の刑事（2008年、テレビ朝日） - 乙部功（幼少） 役
- 小児救命 第1話・第2話（2008年、テレビ朝日） - 根本優太 役
- 神の雫（2009年、日本テレビ） - 神咲豊多香（幼少）役
- ROMES/空港防御システム（2009年、NHK） - 久間田翼 役
- 新春ドラマスペシャル 福助（2010年1月4日、東海テレビ） - 福助陽翔 役
- Q10（2010年10月、日本テレビ） - 久保武彦（幼少） 役
- 仮面ライダーオーズ/OOO（2011年4月、テレビ朝日） - アンク（ロスト） 役
- ハングリー!（2012年、フジテレビ） - 山手英介（幼少、13歳） 役
- 戦力外捜査官 第1話（2014年1月、日本テレビ） - 小沢 役
- 三匹のおっさん〜正義の味方、見参!!〜 第7話（2014年3月、テレビ東京） - 涼介 役
- ワイルド・ヒーローズ（2015年4月 - 6月、日本テレビ） - 瀬川優太 役
- 炎の転校生 REBORN（2017年11月 - 、Netflix） - 神宮寺はじめ 役
- 3年A組-今から皆さんは、人質です-（2019年1月 - 3月、日本テレビ） - 不破航大 役
- 山本周五郎ドラマ さぶ（2020年1月11日、BSプレミアム）

### 映画
- 犯人に告ぐ（2007年10月27日公開） - 連続殺人事件の被害者 役
- ちーちゃんは悠久の向こう（2008年1月19日公開） - 久野悠斗（幼少） 役
- KIDS（2008年2月2日公開） - アサト（幼少） 役
- ブタがいた教室（2008年） - 3年1組の生徒 役
- キズモモ。（2008年） - 富田アキ（幼少） 役
- MW（2009年） - 加来裕太郎（幼少） 役
- HEAVEN'S DOOR（2009年） - 青山勝人（幼少） 役
- 昴（2009年） - 和馬 役
- 忍たま乱太郎（2011年公開） - 川西左近 役

### 携帯配信ドラマ
- Beautiful Love〜君がいれば〜（2010年、BeeTV） - ヨンス（幼少） 役
- 3年A組-今から皆さんだけの、卒業式です-（2019年3月10日・17日、Hulu） - 不破航大 役[2]

### CM
- オリビエランドセル ナビランド ジャンプで実感編（2006年）
- PS3 リトルビッグプラネット（2008年）